# Errol Stewart
Pour les articles homonymes, voir Stewart.
Errol Stewart (né le 2 mars 1950 à Kingston) est un athlète jamaïcain, spécialiste des épreuves de sprint, ancien codétenteur du record du monde du relais 4 × 100 m.

## Biographie
Lors des Jeux olympiques de 1968, à Mexico, il améliore à deux reprises le record du monde du 4 × 100 m, en séries (38 s 65) puis en demi-finale (38 s 39), en compagnie de Mike Fray, Clifton Forbes et Lennox Miller. Le relais jamaïcain termine quatrième de la finale.
Il remporte la médaille d'or du relais 4 × 100 m lors des Jeux du Commonwealth britannique de 1970, aux côtés de Carl Lawson, Don Quarrie et Lennox Miller.

### Palmarès
| Date | Compétition                      | Lieu      | Résultat | Épreuve   | Performance |
| ---- | -------------------------------- | --------- | -------- | --------- | ----------- |
| 1968 | Jeux olympiques                  | Mexico    | 4e       | 4 × 100 m | 38 s 47     |
| 1970 | Jeux du Commonwealth britannique | Édimbourg | 1er      | 4 × 100 m | 39 s 4      |

### Records
| Épreuve | Performance | Lieu | Date |
| ------- | ----------- | ---- | ---- |
| 100 m   | 10 s 2      |      | 1972 |